# صلاح سمادی
صلاح سمادی (انگلیسی: Salah Samadi؛ زادهٔ ۱۶ سپتامبر ۱۹۷۶) بازیکن فوتبال اهل الجزایر بود
وی همچنین در تیم ملی فوتبال الجزایر بازی کرده‌است.